# Thermolyse (chimie)
Pour les articles homonymes, voir thermolyse et Dissociation.
La thermolyse (ou décomposition thermique, ou dissociation thermique) est une décomposition chimique causée par la chaleur, une rupture des molécules conduisant à des composés moins complexes, qui peuvent  à leur tour se décomposer si la température augmente. L'énergie apportée doit rester dans certaines limites au-delà desquelles d'autres processus interviennent, notamment de combustion ou de calcination. Le processus peut faire apparaître des espèces qui seraient instables à température ambiante. 
La thermolyse est en général une réaction endothermique du fait de la chaleur nécessaire pour casser les liens chimiques des composants subissant cette décomposition. La température de décomposition d'une substance est la température à laquelle la substance se décompose chimiquement. Si la décomposition est suffisamment exothermique, un emballement de la réaction peut conduire à une explosion, l'excès de chaleur entretenant la réaction de décomposition.

## Principe
Les atomes forment des molécules en mettant en commun deux à deux leurs électrons de valence (voir également l’article Liaison covalente). La dissociation thermique est le mécanisme inverse : un apport d’énergie peut briser certaines des liaisons covalentes, et la molécule perdre un ou plusieurs atomes pour, par exemple, former un ion, ou se rediviser en ses éléments fondamentaux (les atomes).
Concrètement, les molécules issues de la combustion se trouvent à des températures si hautes qu'elles se cassent. Ceci entraîne une diminution de la température de la flamme et donc une diminution du rendement de la combustion.

## Exemples
Le carbonate de calcium se décompose en oxyde de calcium et dioxyde de carbone lorsqu'il est chauffé. Il s'agit d'une réaction de calcination :
CaCO3 → CaO + CO2
L'eau, lorsqu'elle est chauffée à plus de 850 °C, subit la dissociation de ses composants. Il s'agit du craquage de l'eau :
2 H2O → 2 H2 + O2

### Quelquesenthalpiesde dissociation thermique
Les valeurs sont données en kcal/mol.
| T (K) | NA*kB*T | O2 → 2 O | H2 → 2 H | N2 → 2 N | N2 + O2 → 2 NO | 2 H2O → 2 H2 + O2 | 2 CO2 → 2 CO + O2 | 2H2O → 2 OH + H2 | CO2 + 2 H2 → CO + 2 H2O |
| ----- | ------- | -------- | -------- | -------- | -------------- | ----------------- | ----------------- | ---------------- | ----------------------- |
| 298   | -       | 119,118  | 104,204  | 225,930  | 43,160         | 115,596           | 135,275           | 134,256          | 9,840                   |
| 400   | -       | 119,450  | 104,508  | 226,232  | 43,180         | 116,084           | 135,504           | 134,760          | 9,711                   |
| 600   | -       | 120,996  | 105,096  | 226,804  | 43,196         | 117,000           | 135,584           | 135,611          | 9,293                   |
| 800   | -       | 120,432  | 105,676  | 227,320  | 43,210         | 117,810           | 135,408           | 136,275          | 8,799                   |
| 1 000 | -       | 121,794  | 106,234  | 227,774  | 43,230         | 118,492           | 135,099           | 136,781          | 8,304                   |
| 1 200 | -       | 121,106  | 106,760  | 228,174  | 43,248         | 119,038           | 134,712           | 137,153          | 7,838                   |
| 1 400 | -       | 121,378  | 107,250  | 228,528  | 43,262         | 119,468           | 134,277           | 137,425          | 7,406                   |
| 1 600 | -       | 121,624  | 107,692  | 228,850  | 43,270         | 119,812           | 133,813           | 137,623          | 7,002                   |
| 1 800 | -       | 122,844  | 108,096  | 229,146  | 43,266         | 120,082           | 133,326           | 137,761          | 6,622                   |
| 2 000 | -       | 122,040  | 108,462  | 229,424  | 43,252         | 120,300           | 132,831           | 137,848          | 6,266                   |
| 2 200 | -       | 122,216  | 108,794  | 229,686  | 43,222         | 120,484           | 132,332           | 137,898          | 5,925                   |
| 2 400 | -       | 122,368  | 109,096  | 229,936  | 43,178         | 120,642           | 131,834           | 137,920          | 5,597                   |
| 2 600 | -       | 122,502  | 109,368  | 230,176  | 43,116         | 120,786           | 131,338           | 137,919          | 5,277                   |
| 2 800 | -       | 122,618  | 109,614  | 230,414  | 43,040         | 120,924           | 130,849           | 137,901          | 4,963                   |
| 3 000 | -       | 122,716  | 109,840  | 230,648  | 42,968         | 121,060           | 130,364           | 137,871          | 4,653                   |
| 3 200 | -       | 122,802  | 110,046  | 230,884  | 42,842         | 121,192           | 129,887           | 137,827          | 4,347                   |
| 3 400 | -       | 122,874  | 110,230  | 231,128  | 42,722         | 121,332           | 129,416           | 137,775          | 4,042                   |
| 3 600 | -       | 122,938  | 110,396  | 231,380  | 42,588         | 121,482           | 128,950           | 137,723          | 3,735                   |
| 3 800 | -       | 122,996  | 110,542  | 231,646  | 42,444         | 121,644           | 128,491           | 137,670          | 3,423                   |
| 4 000 | -       | 123,048  | 110,670  | 231,928  | 42,290         | 121,820           | 128,031           | 137,616          | 3,105                   |
| 4 200 | -       | 123,098  | 110,780  | 232,232  | 42,126         | 122,012           | 127,577           | 137,563          | 2,784                   |
| 4 400 | -       | 123,144  | 110,872  | 232,560  | 41,954         | 122,218           | 127,128           | 137,517          | 2,455                   |
| 4 600 | -       | 123,192  | 110,948  | 232,916  | 41,774         | 122,440           | 126,676           | 137,472          | 2,110                   |
| 4 800 | -       | 123,240  | 110,010  | 233,302  | 41,588         | 122,678           | 126,227           | 137,434          | 1,775                   |
| 5 000 | -       | 123,292  | 110,054  | 233,720  | 41,398         | 122,930           | 125,775           | 137,400          | 1,422                   |

### Dissociations en chimie minérale
| Cation | Nombre d'oxydation | Déshydroxylation | Déshydroxylation | Calcination | Calcination   | Désulfatation | Désulfatation |
| Cation | Nombre d'oxydation | Temp. (°C)       | Hydroxydes       | Temp. (°C)  | Carbonates    | Temp. (°C)    | Sulfates      |
| ------ | ------------------ | ---------------- | ---------------- | ----------- | ------------- | ------------- | ------------- |
| NH4    |                    |                  |                  |             |               | 460           | Mascagnite    |
| B      | 2                  | 160              | Sassolite        |             |               |               |               |
| Cu(2)  | 2                  |                  |                  | 400         | Azurite       | 820           | Chalcantite   |
| Bi     | 1,9                |                  |                  | 450         | Bismutite     | 800           | Biebérite     |
| Fe(3)  | 1,9                | 195              | Bernalite        |             |               | 830           | Jarosite      |
| Fe(2)  | 1,8                |                  |                  | 550         | Sidérite      | 750           | Mélantérite   |
| Ni     | 1,8                |                  |                  |             |               | 860           | Morénosite    |
| Cd     | 1,7                |                  |                  | 470         | Otavite       |               |               |
| Pb(2)  | 1,6                |                  |                  | 400         | Cérusite      | 890           | Anglésite     |
| Zn     | 1,6                |                  |                  | 490         | Smithsonite   | 905           | Goslarite     |
| Al     | 1,5                | 310              | Gibbsite         |             |               | 870           | Alunogène     |
| Mn(3)  | 1,5                |                  |                  | 490         | Smithsonite   | 905           | Goslarite     |
| Mn(2)  | 1,4                |                  |                  | 600         | Rhodochrosite | 990           | Mallardite    |
| Mg     | 1,2                | 450              | Brucite          | 670         | Magnésite     | 1070          | Kiesérite     |
| Ca     | 1                  | 530              | Portlandite      | 950         | Calcite       | 1200          | Anhydrite     |
| Sr     | 1                  |                  |                  | 1180        | Strontianite  | 1180          | Célestine     |
| Na     | 0,9                |                  |                  | 1150        | Natrite       |               |               |
| Ba     | 0,85               |                  |                  | 1200        | Withérite     |               |               |
| K      | 0,8                |                  |                  |             |               | >1200         |               |